# Abou Ghraib
La ville d'Abou Ghraib (en arabe : أبو غريب ; translittération : Abū Ghurayb ; littéralement : père du corbeau) en Irak est située à 20 km à l'ouest de Bagdad, juste au nord de l'aéroport international de Bagdad. Sa population et estimée à 155 852 habitants en 2018.

## Histoire
L'ancienne route pour la Jordanie passe par Abou Ghraib, escale possible sur la route de la soie.
Le gouvernement d'Irak a créé le district d'Abou Ghraib en 1944.

## Prison
La ville abrite la prison d'Abou Ghraib, construite par les Britanniques dans les années 1960, qui fut le site de tortures et d'exécution de dissidents politiques, d'abord sous Saddam Hussein dans les années 1980, puis sous l'occupation américaine, notamment par l'armée de réserve des États-Unis en 2003 pendant la guerre d'Irak (2003-2005).